# 203-тя дивізія охорони (Третій Рейх)
203-тя дивізія охорони (Третій Рейх) (нім. 203. Sicherungs-Division) — піхотна дивізія німецьких сухопутних військ, що виконувала завдання охорони тилу військ Вермахту за часів Другої світової війни. 21 жовтня 1944 переформована на 203-ю піхотну дивізію Вермахту.

## Історія
203-тя дивізія охорони була сформована 1 червня 1942 з 203-ї бригади охорони, яка була утворена 24 грудня 1941.

## Райони бойових дій
- СРСР (центральний напрямок) (червень 1942 — жовтень 1944).

## Командування

### Командири
- генерал-майор Готтфрід Бартон (нім. Gottfried Barton) (1 червня 1942 — 1 січня 1943);
- генерал-лейтенант Рудольф Пільц (нім. Rudolf Pilz) (1 січня 1943 — 19 серпня 1944);
- генерал-лейтенант Макс Горн (нім. Max Horn) (19 серпня — 21 жовтня 1944).